# Красный Пахарь (Рыльский район)
Кра́сный Па́харь — хутор в Рыльском районе Курской области. Входит в состав Крупецкого сельсовета.

## География
Хутор находится на реке Обеста, в 133 км западнее Курска, в 30 км западнее районного центра — города Рыльск, в 6,5 км от центра сельсовета  — села Крупец.
Климат
Красный Пахарь, как и весь район, расположен в поясе умеренно континентального климата с тёплым летом и относительно тёплой зимой (Dfb в классификации Кёппена).

## Население
| 2002 | 2010 |
| ---- | ---- |
| 62   | ↘37  |

## Инфраструктура
Личное подсобное хозяйство. В хуторе 40 домов.

## Транспорт
Красный Пахарь находится в 4 км от автодороги регионального значения 38К-017 (Курск — Льгов — Рыльск — граница с Украиной), в 1 км от автодороги межмуниципального значения 38Н-367 (38К-017 — Обеста), в 5,5 км от ближайшей ж/д станции Крупец (линия Хутор-Михайловский — Ворожба).
В 197 км от аэропорта имени В. Г. Шухова (недалеко от Белгорода).